# Plougastel-Daoulas
Plougastel-Daoulas is een gemeente in het Franse departement Finistère, in de regio Bretagne. De gemeente telde 13.431 inwoners op 1 januari 2022. De plaats maakt deel uit van het arrondissement Brest.
Traditioneel waren visvangst en de teelt van aardbeien belangrijke economische activiteiten.

## Geografie
De oppervlakte van Plougastel-Daoulas bedroeg op 1 januari 2022 46,83 vierkante kilometer; de bevolkingsdichtheid was toen 286,8 inwoners per km².
De onderstaande kaart toont de ligging van Plougastel-Daoulas met de belangrijkste infrastructuur en aangrenzende gemeenten.

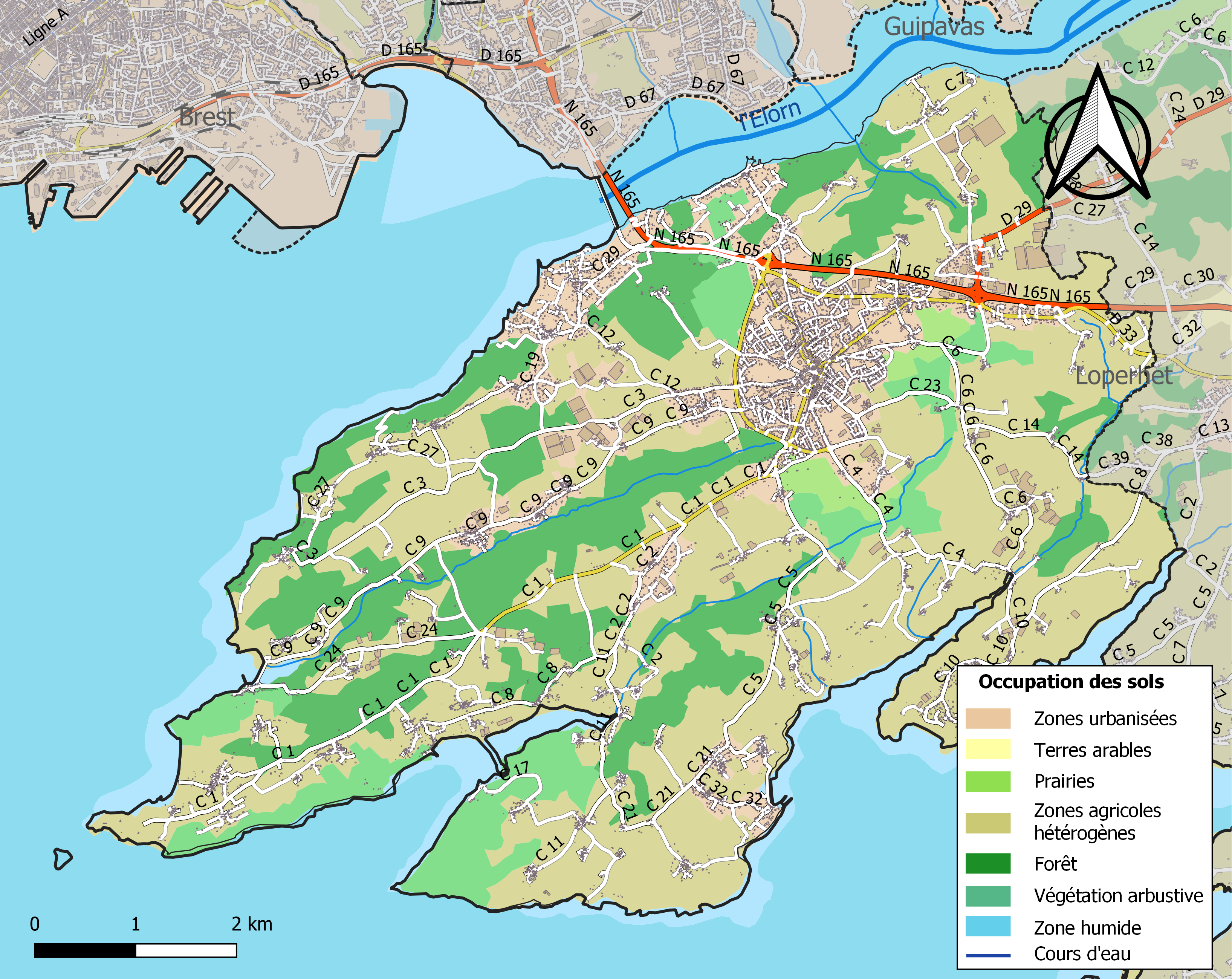

## Demografie
Onderstaande figuur toont het verloop van het inwonertal (bron: INSEE-tellingen).

## Verkeer en vervoer
De N165, de expresweg die Brest met Nantes verbindt, loopt door de gemeente. De N165 loopt over de Pont de l'Iroise die de gemeente over de Élorn verbindt met Le Relecq-Kerhuon.
De wandelroute GR34 loopt door het noorden van de gemeente.

## Bezienswaardigheden
De calvarieberg met 181 gebeeldhouwde figuren werd gemaakt tussen 1602 en 1604. In de gemeente liggen acht historische kapellen: Notre-Dame de la Fontaine Blanche, Saint-Adrien, Saint-Claude, Saint-Languis, Saint-Trémeur, Sainte-Christine, Saint-Guénolé en Saint-Jean.
Het Musée de la Fraise et du Patrimoine is een streekmuseum met collecties omtrent de lokale folklore en de aardbeiteelt.